# 田無市
田無市（たなしし）は、かつて東京都に存在した市。東京都特別区部への通勤率は44.7%（平成12年国勢調査）。2001年1月21日に保谷市と合併し、西東京市の一部となった。
全国でも埼玉県の蕨市、鳩ヶ谷市（2011年に川口市に合併して同市に復帰）、東京都の狛江市についで4番目に小さい市でもあった。

## 歴史
青梅街道と所沢街道が交差する交通の要所であり、青梅街道の宿場町として江戸時代より栄えた。
宿場町として陸運により発展していたため鉄道の誘致に積極的ではなく、甲武鉄道（現在のJR中央本線）の開業によりその地位を失う。その後は西武鉄道新宿線の開通などで東京の市街地となり、昭和10年代から、大日本時計（シチズン時計）、中島航空金属、豊和工業（石川島播磨重工業）などの工場が設立された。太平洋戦争後は一部工場は閉鎖されたが、東京都心のベッドタウンとしての発展を続けた。
周辺の地区が明治以降、複数の村を統合して村を形成したのに対し、田無は江戸時代から商業的に発展しており、同じ地域をもって一つの村を形成した。全国の市で複数の大字（に相当する区域）を持たない唯一の市であった。明治20年代から幾度となく近隣市町村との合併の検討がされたが、2001年（平成13年）に隣接する保谷市と合併を果たした。
- 1868年（明治元年） - 明治維新により韮山県の所属となる。
  - 1年後の1869年（明治2年）には品川県、さらに1871年（明治4年）には入間県、1872年（明治5年）5月には神奈川県の所属となる。
- 1873年（明治6年）5月13日 - 区番組制により第11区4番組に編入される。
- 1876年（明治9年）4月 - 大区小区制により神奈川県第11大区5小区に編入される。
- 1878年（明治11年）7月22日 - 北多摩郡に編入される。
- 1889年（明治22年）4月1日 - 町村制施行に伴い、田無町が発足。また、飛地が久留米村の大字田無となる（現在の東久留米市下里の一部）。
- 1893年（明治26年） - 北多摩郡が東京府へ移管され、東京府北多摩郡の所属となる。
- 1927年（昭和2年） - 西武鉄道開通、田無駅開業。
- 1943年（昭和18年）7月1日 - 東京都制施行により東京都の所属となる。
- 1967年（昭和42年）1月1日 - 市制を施行し、田無市となる。東京で16番目、全国で563番目。保谷市・国立市も同日付である。
- 2001年（平成13年）1月21日 - 保谷市と合併し西東京市が発足。同日、田無市も廃止された。

## 地名の由来
田無の地名は、1559年（永禄2年）の後北条家の文書に確認されたものが最も古く、江戸時代以前より集落が形成されていたことが分かる。そのため地名の由来は定かではなく、いくつかの説がある。
1. 田んぼが無かったという説
2. 棚瀬の読みが「たなし」に変化し、田無の字があてられた説
3. 田成の表記が田無に変化した説
4. 種なしが変化し田無になった説。田無では税の取立てが厳しく、種（種籾）までとられてしまうため、周囲の村から「種なしの村」と呼ばれたという。

1の説に対しては、畑作が中心だった現在の多摩地域ではどこでも田は無いこと、2と3の説では、途中で意味が正反対に変わっていること、4の説も田無の集落が近隣より比較して早くに成立していることなどから、いずれも決め手に欠け、定説とはなっていない。

## 行政

### 歴代町長
- 下田太郎右衛門 1889年5月21日〜1893年5月20日
- 小山平左衛門 1893年6月12日〜1894年2月27日（死去）
- 海老沢政吉 1894年5月10日〜1897年8月8日
- 海老沢三郎兵衛 1897年10月23日〜1898年6月1日
- 浦野議助 1898年6月9日〜1926年12月24日（死去）
- 鴨志田五兵衛 1927年2月15日〜1935年2月15日
- 下田正一 1935年3月9日〜1939年3月8日
- 佐々時達 1939年3月13日〜1943年6月3日（死去）
- 藤宮長寿郎 1943年7月30日〜1946年6月13日
- 下田正一 1946年6月13日〜1946年11月15日　(再当選)
- 小峰順誉 1947年4月15日〜1955年4月30日
- 桜井竹次郎 1955年5月1日〜1958年3月25日
- 賀陽賢司 1958年4月20日〜1962年4月19日
- 指田吾一 1962年4月20日〜1966年12月31日

### 歴代市長
特記なき場合『日本の歴代市長 : 市制施行百年の歩み』などによる。
| 代 | 氏名     | 就任                      | 退任                      | 備考                     |
| -- | -------- | ------------------------- | ------------------------- | ------------------------ |
| 1  | 指田吾一 | 1967年（昭和42年）1月1日  | 1969年（昭和44年）3月24日 | 旧田無町長、在任中に死去 |
| 2  | 木部正雄 | 1969年（昭和44年）5月11日 | 1985年（昭和60年）5月10日 |                          |
| 3  | 末木達男 | 1985年（昭和60年）5月11日 | 2001年（平成13年）1月21日 | 廃止                     |

## 交通

### 道路
歴史の節にあるように青梅街道と所沢街道（東京都道・埼玉県道4号東京所沢線と東京都道5号新宿青梅線）の分岐となる交通の要衝である。
また、新青梅街道と所沢街道が交差する北原交差点（新青梅街道は当交差点以東が東京都道245号杉並田無線、以西が東京都道5号新宿青梅線）、その東側でひばりヶ丘駅への谷戸新道（東京都道112号ひばりケ丘停車場線）、田無駅を通り武蔵境方向への武蔵境通り（東京都道12号調布田無線）が接続している。
青梅街道の橋場交差点からは北西へ東京街道（市道）、南西へ東京都道132号小川山田無線が分岐する。

### 鉄道
- 西武新宿線
  - 田無駅

市内の駅は当駅のみであったが、西隣の小平市花小金井に花小金井駅、東隣の保谷市本町（現・西東京市保谷町）に西武柳沢駅がある。
また、北端から僅かに外れた保谷市住吉町に西武池袋線のひばりヶ丘駅があり利用可能。同駅は開業から1960年まで「田無町駅」と称した。

### バス
- 西武バス - 田無駅に隣接して田無営業所があったが、再開発のため西原町に移転し滝山営業所西原車庫となった。その際、滝山営業所と上石神井営業所へ一部が移管されている。
- 関東バス - 武蔵野営業所管轄
- 都営バス - 梅70系統が西東京市移行後の2015年まで運行していた（路線短縮により花小金井駅発着に変更）。1984年から1992年までは市内の田無本町二丁目が終点であった。

## 姉妹都市・提携都市
- 須玉町（山梨県北巨摩郡）
  - 1999年2月4日、姉妹都市提携。